# Siegenburg
Siegenburg ist ein Markt im niederbayerischen Landkreis Kelheim und der Sitz der Verwaltungsgemeinschaft Siegenburg.

## Geografie

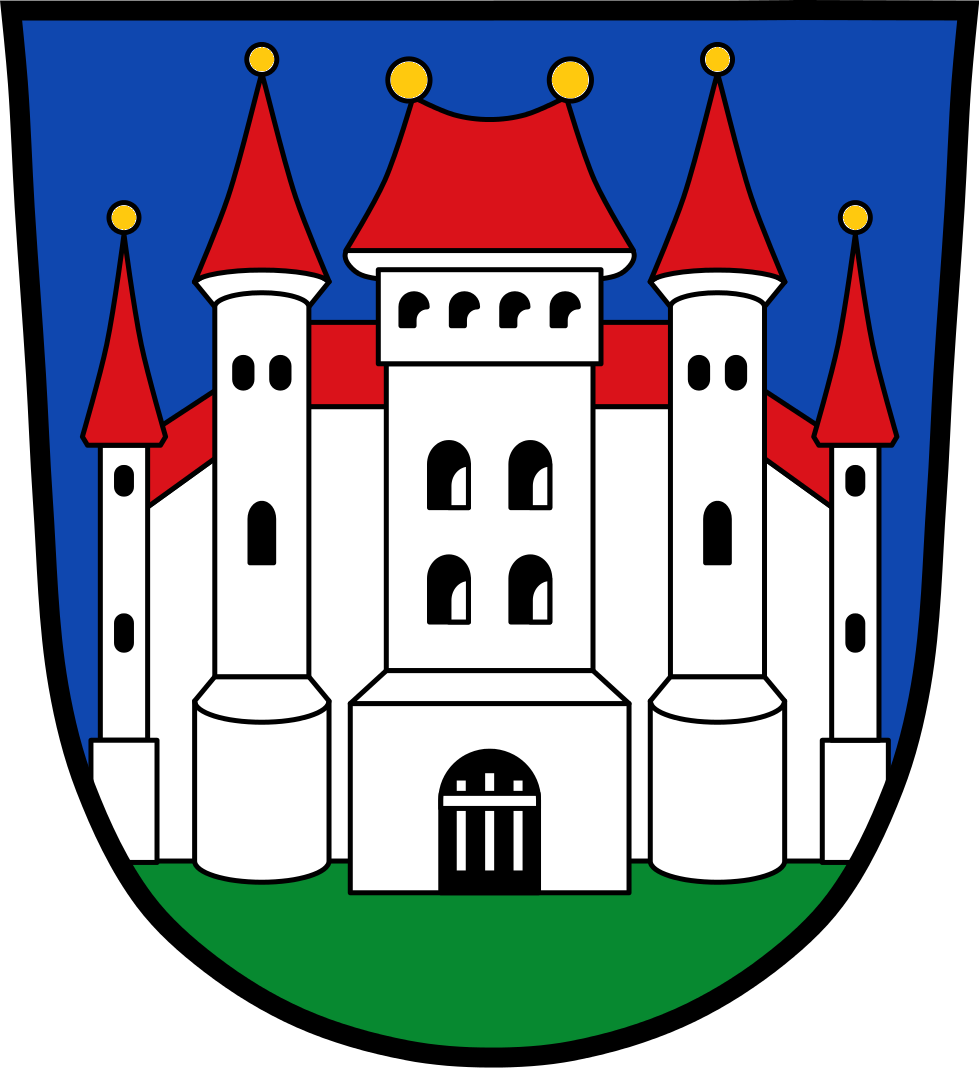
Das richtige Wappen von Siegenburg enthält die sechs Kugeln der Dachbekrönungen zusätzlich in der Farbe Gold

Siegenburg liegt in der Kulturlandschaft Hallertau. Durch den Markt Siegenburg fließt der Siegbach, der westlich des namengebenden Hauptorts gegenüber dem Gemeindeteil Daßfeld in die Abens mündet. Nördlich von Siegenburg grenzt die Gemeinde Biburg mit den beiden Ortsteilen Dürnhart und Perka an Siegenburg. Westlich stößt die Gemarkung Siegenburg an das große zusammenhängende Waldgebiet mit Namen „Dürnbucher Forst“ an.

### Gemeindegliederung
Es gibt 15 Gemeindeteile (in Klammern ist der Ortstyp angegeben):
- Aicha (Dorf)
- Beckenhof (Einöde)
- Daßfeld (Dorf)
- Grafenmühle (Einöde)
- Holzleithen (Weiler)
- Kipfelsberg (Einöde)
- Langhaid (Weiler)
- Morgenrothmühle (Einöde)
- Niederumelsdorf (Pfarrdorf)
- Oberumelsdorf (Dorf)
- Siegenburg (Hauptort)
- Staudach (Dorf)
- Straßhaus (Einöde)
- Tollbach (Kirchdorf)
- Walch (Einöde)

Es existieren die Gemarkungen Niederumelsdorf, Siegenburg, Staudach und Tollbach.

## Geschichte

### Bis zum 19. Jahrhundert
Die erste urkundliche Erwähnung Siegenburgs erfolgte frühestens im Jahre 1080. Die ursprünglich von Prechtl angeführte Urkunde aus dem Jahr 895 enthält nicht den Namen Siegenburg, wie er vermutet. Sehr wohl kommt in dieser Urkunde vom 5. Mai 895, verfasst auf der Reichsversammlung in der Pfalz Trebur, der Personenname „Sigo“, als Stellvertreter eines Grafen „Engildeo“ vor, jedoch ohne Bezug zum Ort Siegenburg selbst. Alle nachfolgenden, jüngeren historischen Abhandlungen zitieren wiederholend die Veröffentlichung von Dr. J. B. Prechtl. Der Ortsname lässt sich dementsprechend nicht von dem genannten Personennamen „Sigo“ ableiten. Nach v. Reitzenstein ist eher der Zusammenhang zwischen der Burg und dem Siegbach, welcher bezeugt ist seit dem Jahr 1531, in der Form „Siegbachburg“ herleiten. Um das Jahr 1050 wurde Altmann I. († 1094) Herr zu Siegenburg. Graf Eberhard I. von Ratzenhofen, Bruder von Altmann I., gilt als Stammvater des Edelfreien Geschlechtes. Die Altmann übten über drei Generationen die Herrschaft in Siegenburg aus und gelangten durch die Vogtei (Schirmvögte) über das Kloster Münchsmünster zu Bedeutung und Ansehen. Nach seinem Erlöschen um das Jahr 1180 gingen der Besitz sowie Vogteirechte auf die Wittelsbacher über, welche Ministerialen, wie z. B. einen Richter, einen Burggrafen, später Burgpfleger genannt und einen Forstmeister, neben anderen bestellten. Die Burg wurde zum Verwaltungssitz am Ort. Als solche sind die „Ettlinger“, (geschrieben: „Oettlinger“) aus dem Ort Ettling bei Pförring sowie die „Höchstetter“ – diese waren auch Forstmeister im Dürnbucher Forst – bekannt.

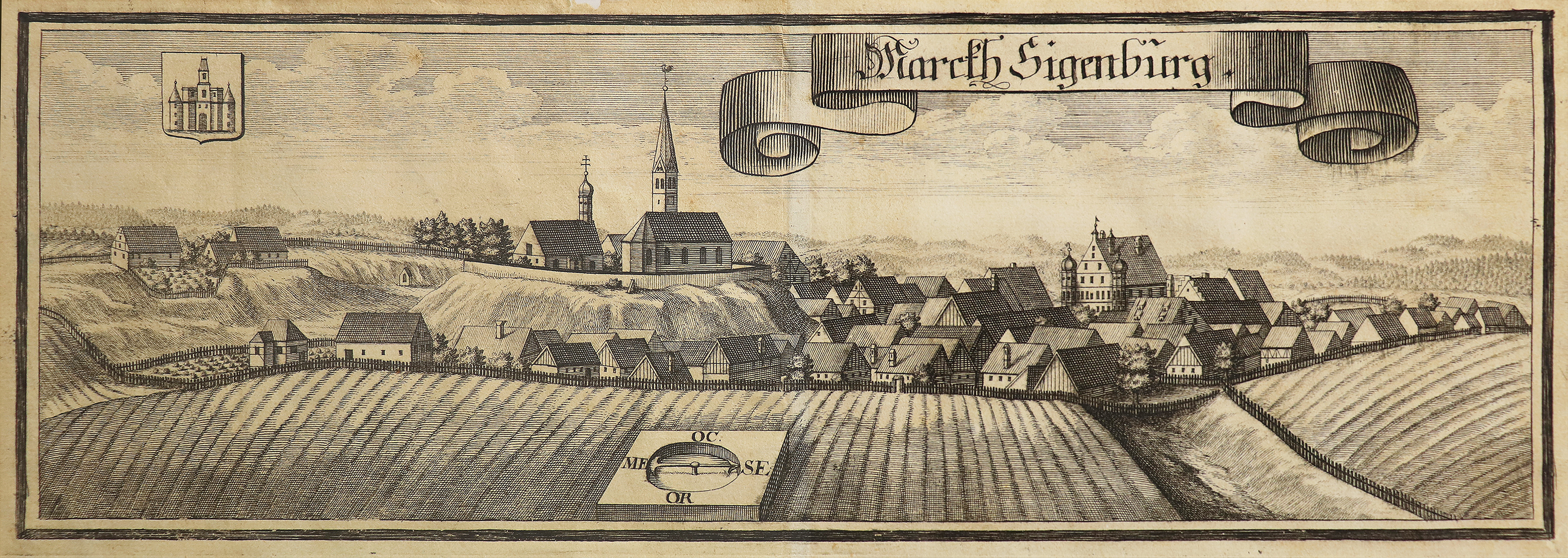
Markt Siegenburg um 1700, Kupferstich von Michael Wening

Die Verleihung des Marktrechts, mit der eine gewisse kommunale Selbstverwaltung verbunden war, geht auf Kaiser Ludwig den Bayer (auch Herzog Ludwig IV.), bzw. Herzog Rudolf I., oder aber beide zurück. Zeitlich anzusetzen ist sie kurz vor 1310. Die Originalurkunde ist verloren. Es existiert nur eine Abschrift einer Bestätigungsurkunde aus dem Jahr 1379. In der (Herzoglichen) Ausfertigung der Beurkundung der Oberbayerischen Teilung vom Jahr 1310 zwischen den Wittelsbacher „Herzogs-Brüdern“ Rudolf I. und Ludwig IV. ist vermerkt: „... Sigenpurch burch und marcht ...“, als einer der geografischen Eckpunkte des Gebietes, gen. des Münchner Anteils das Herzog Rudolf I. zufiel. In einer regionalen Urkunde aus dem Jahr 1359 wird „Sybenpurch“ ebenfalls als Markt bezeichnet. Das älteste Siegel (Abdruck) hängt an einem „Frühmess-Stifft-Brief“ aus dem Jahr 1378. Die Burg Siegenburg stand an dem strategisch höchstgelegenen Punkt im Ort an der Stelle der jetzigen Pfarrkirche St. Nikolaus. Im Turmuntergeschoss haben sich Reste des Burgfrieds erhalten. Das Aussehen der Burg hat sich in den Grundzügen im Siegenburger Wappen in etwa erhalten. Sie wurde im Landshuter Erbfolgekrieg (1504) durch böhmische Truppen zerstört. Mitte des 16. Jahrhunderts entstand ein, einem Dreiseithof ähnelndes Anwesen durch den Siegenburger Bürger und Ratsherr „Pilbis“ anstelle einer vergangenen Niederburg; ein Teil des Anwesens wurde danach zu einem Landschlösschen umgestaltet. Eine „echte Hofmark“ hat sich im Markt Siegenburg nicht ausbilden können. Insgesamt sind fünf Marktbrände historisch nachweisbar. Nach dem Abzug der Schweden im Jahre 1632 war Siegenburg restlos niedergebrannt und entvölkert, nicht zuletzt durch die um sich greifende Pest. 1871 erfolgte in Siegenburg die kanonische Erhebung des seit 1378 bestehenden „altbürgerlichen Benefiziums“ zu einer eigenständigen Pfarrei. Die dazu erforderliche landesherrliche Genehmigung erfolgte bereits am 15. Februar 1869 durch König Ludwig II. Durch den zwischenzeitlich einsetzenden Deutsch-Französischen Krieg verzögerte sich der Akt der offiziellen Pfarreierhebung. Zuvor gehörte der Ort zum Sprengel der Pfarrei Niederumelsdorf als Filiale.

### Eingemeindungen
Im Jahr 1945 oder 1946 wurden die Gemeinde Tollbach mit dem Gemeindeteil Aicha und Teile der aufgelösten Gemeinde Staudach eingegliedert. Im Zuge der Gebietsreform in Bayern kam am 1. Januar 1976 Niederumelsdorf hinzu. Aus dem gemeindefreien Gebiet Dürnbucher Forst wurde am 1. Januar 2014 das 2,3 km² große Gebiet des ehemaligen Bombodroms in den Markt Siegenburg eingegliedert.

### Einwohnerentwicklung
Im Zeitraum 1988 bis 2018 stieg die Einwohnerzahl von 2438 auf 3962 um 1.524 Einwohner bzw. um 62,5 %.
| Jahr      | 1961 | 1970 | 1987 | 1991 | 1995 | 2000 | 2005 | 2010 | 2015 | 2018 | 2019 |
| Einwohner | 2322 | 2296 | 2384 | 2635 | 2936 | 3105 | 3287 | 3436 | 3668 | 3962 | 4030 |

## Politik

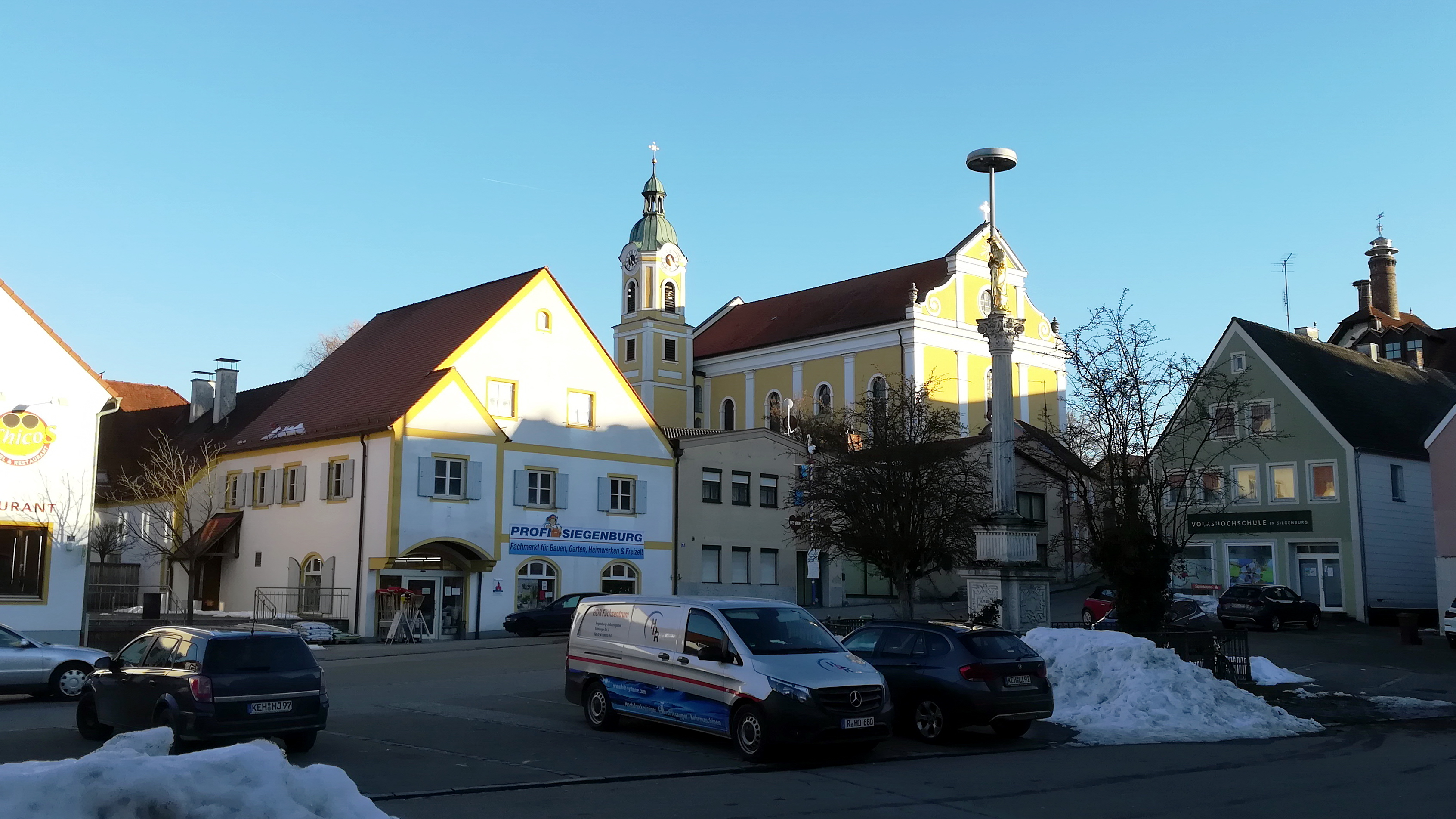
Marienplatz mit Pfarrkirche St. Nikolaus

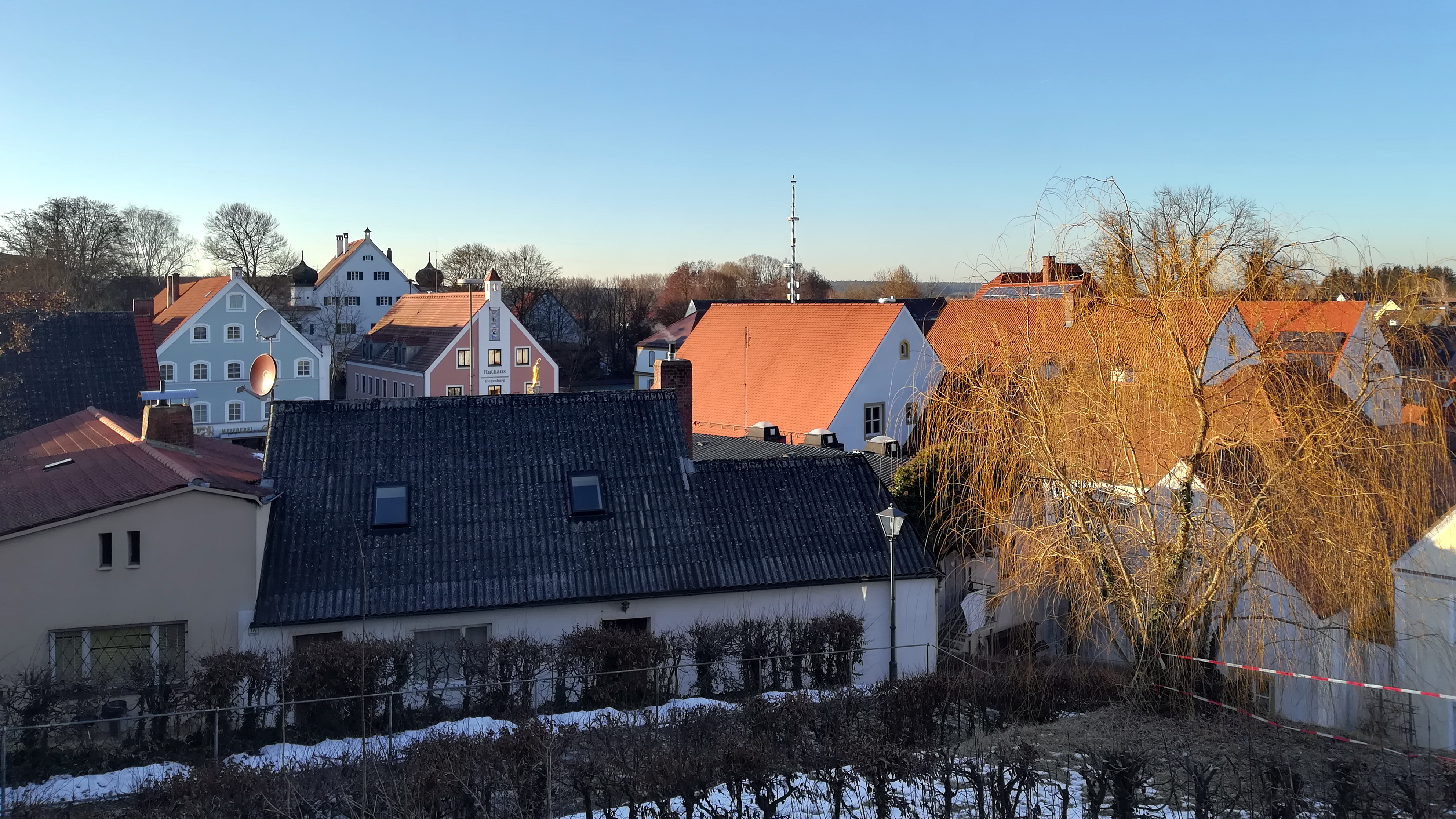
Ortsansicht mit Rathaus und Pilbis-Schloss

### Marktgemeinderat
Die Kommunalwahl am 15. März 2020 führte bei einer Wahlbeteiligung von 56,83 % zu folgendem Ergebnis für die Zusammensetzung des Marktgemeinderats:
| Partei / Liste                                | Stimmenanteil | Sitze |
| Christlich-Soziale Union in Bayern (CSU)      | 22,75 %       | 4     |
| Sozialdemokratische Partei Deutschlands (SPD) | 5,46 %        | 1     |
| Forum e. V.                                   | 3,55 %        | 1     |
| Freie Wählergruppe Niederumelsdorf (NU)       | 9,91 %        | 2     |
| Freie Bürgerliste (FBL)                       | 9,73 %        | 1     |
| Freie Wählergemeinschaft Siegenburg (FWS)     | 13,0 %        | 2     |
| Junge Liste                                   | 7,51 %        | 1     |
| Unabhängige Wähler                            | 28,09 %       | 4     |

### Bürgermeister
Erster Bürgermeister ist seit Mai 2014 Johann Bergermeier (UW). Er wurde bei der Kommunalwahl 2014 mit 50,9 % und bei der Kommunalwahl 2020 mit 75,66 % der gültigen Stimmen in sein Amt gewählt. Zweiter Bürgermeister ist Siegfried Gehrmann (FWS), dritter Bürgermeister ist Gernot Seefelder (UW) (Stand 2020).
Bergermeiers Vorgänger Franz Kiermeier amtierte von 1987 bis 2014.

### Gemeindepartnerschaft

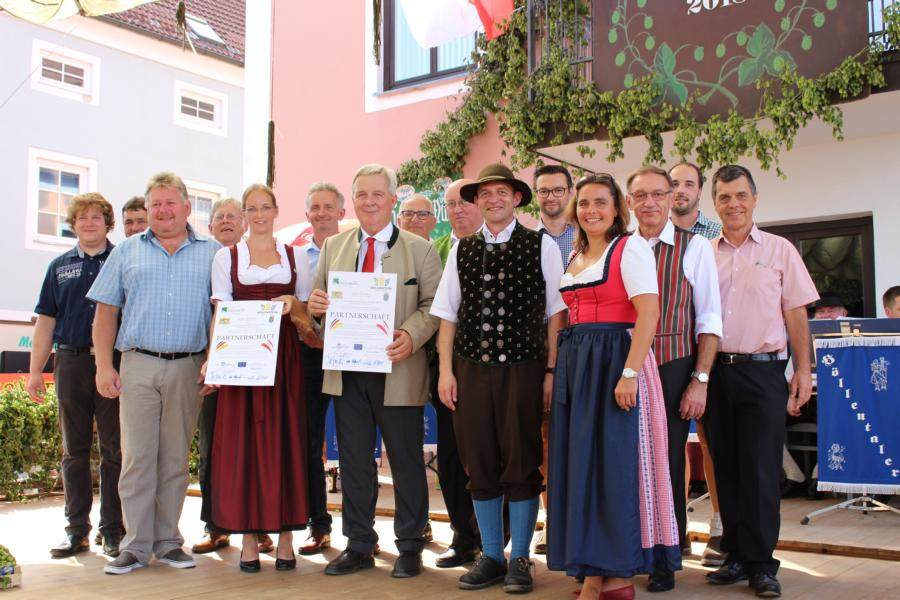
Nach der Besiegelung der Gemeindepartnerschaft am 19. August 2018 auf dem Siegenburger Marienplatz mit Vertretern beider Kommunen

Mit der Gemeinde Hollenstein an der Ybbs in Österreich besteht seit 19. August 2018 eine Gemeindepartnerschaft, die durch gegenseitige Besuche rege gepflegt wird. Siehe dazu auch die Abbildung rechts.

## Wappen
|                                        | Blasonierung: „In Blau auf grünem Boden eine silberne Burg; beiderseits des quadratischen Torturms mit breitem rotem Dach je zwei mit ihm durch rot gedeckte silberne Mauern verbundene silberne Rundtürme mit roten Spitzdächern.“ |
| Wappenführung seit dem 15. Jahrhundert | |

## Kultur und Sehenswürdigkeiten

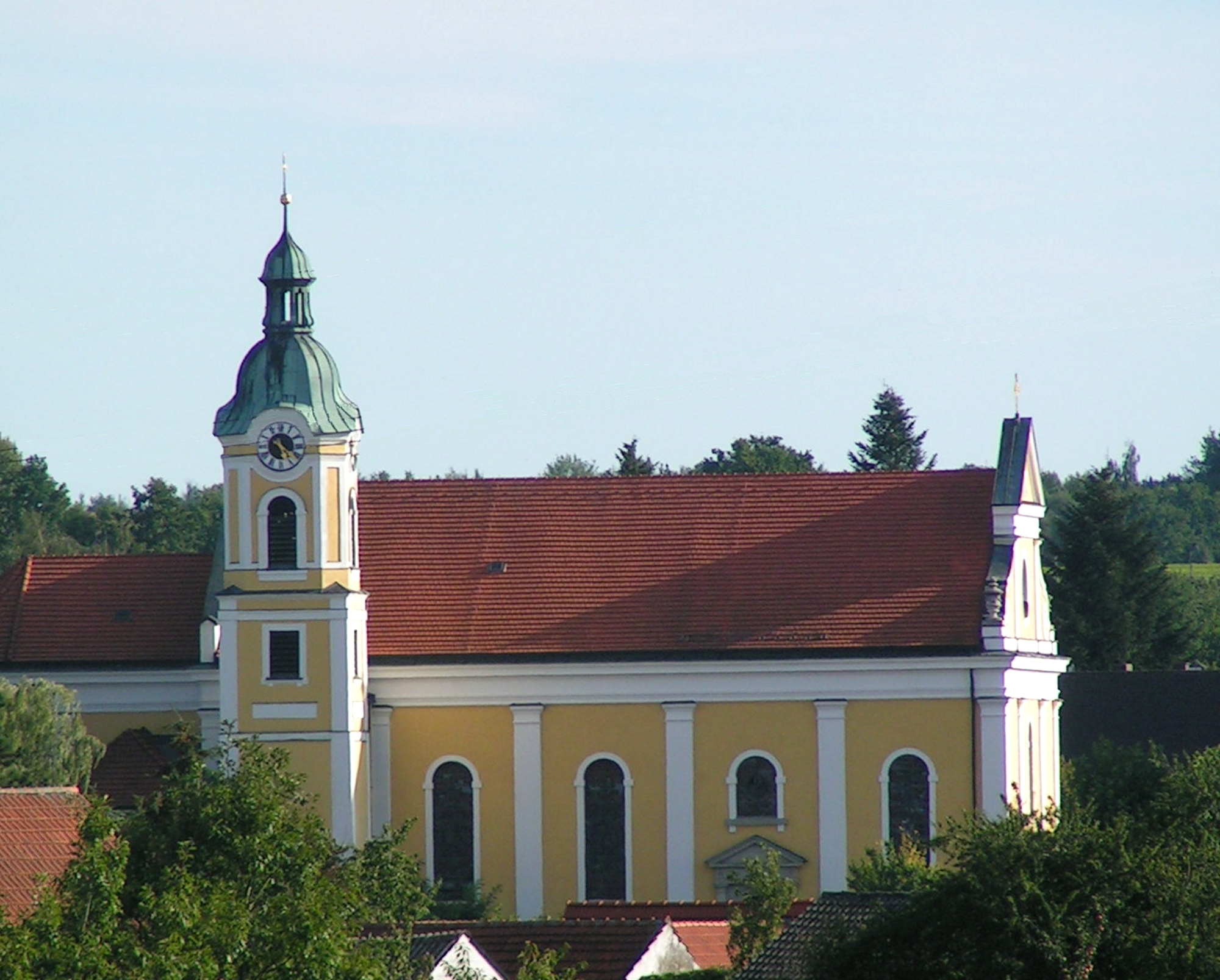
Pfarrkirche St. Nikolaus

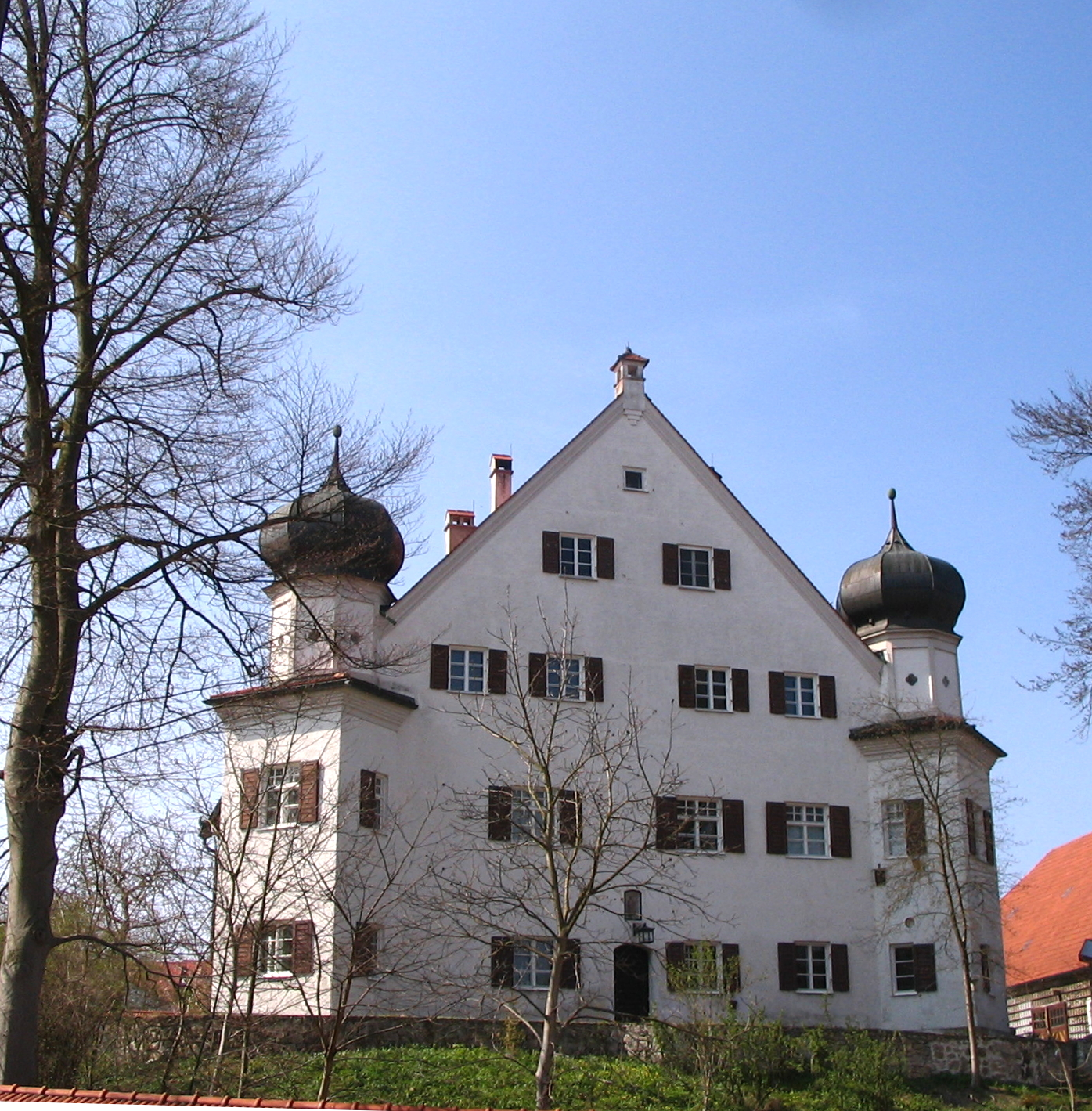
Baukörper des „Pilbis-Schlosses“ nach Überformung im Jahr 1922

### Zeitung
Seit Januar 2015 gibt der Markt Siegenburg das kostenlose, an alle Haushalte verteilte „Siegenburger Marktblatt“, das monatlich erscheint, heraus. In diesem werden Beiträge von Vereinen, Schulen, Kindergärten und Institutionen veröffentlicht. Damit will der Markt seine Bürger noch besser Informieren.

### Pfarrei
Am Wochenende um den Gedenktag des Hl. Sebastian verteilt die Pfarrei Siegenburg nach dem Gottesdienst am Sonntag, jedes Jahr die sogenannten „Sewastizeltl“. Die Geschichte warum diese verteilt werden stammt aus dem Jahre 1732, es war gerade eine große Viehkrankheit in der Region die großen Schaden anrichtete. In der Verzweiflung beteten die Bürger zum Hl. Sebastian, zu seinen Ehren wurde dann eine kleine Kirche, neben der früheren großen Kirche gebaut und die Pfarrei gibt ihm zu Ehren die sogenannten „Sewastizeltl“ heraus, wie noch ein Gedenkstein an der Kirchbergmauer bestätigte: „Anno 1732 ist diese W. S. Sebastiani-Kapellen mit Beihilfe vieler Gutthäter und Verlobung einer löblichen Bruderschaft um Abwendung des Viehfalls und gefährlicher Krankheit erbaut worden.“

### Gebäude
- Die Pfarrkirche St. Nikolaus wurde 1892–1893 im Stil des Neubarocks erbaut.
- Das Pilbis-Schloss entstand nach Mitte des 16. Jahrhunderts.
- Siegenburger Spezialitäten-Brauerei
- HVT-Wittmannsaal, Festsaal des Marktes Siegenburg.
- Mariensäule, am 8. Dezember 1878 eingeweiht.

### Natur
- Das Naturschutzgebiet Binnendünen bei Siegenburg und Offenstetten

### Vereine
Mitgliederstarke Vereine im Ort sind unter anderem die Freiwillige Feuerwehr Siegenburg e. V., die Motorsport-Freunde Siegenburg e. V., die Faschingsgesellschaft Siegonia e. V., dem Goaßmasssoccer e. V. und der Hallertauer Volkstrachtenverein Siegenburg e. V.
Der größte Sportverein am Ort ist der TSV Siegenburg 1904 e. V. mit ca. 1000 Mitgliedern. Hauptsportarten sind Tischtennis und Fußball (im Jugendbereich die JFG Abenstal), des Weiteren werden noch Volleyball, Kegeln, Stockschießen, Turnen (Aerobic, Kinderturnen und Damengymnastik), Karate und Skifahren angeboten.
Einer der ältesten Vereine des Ortes ist der Gemischte Gesangsverein Liederkranz „Frohsinn“ e. V., er existiert seit 1872.
Der jüngste Verein sind die Goassmasssoccer Siegenburg e. V., der seit 2018 existiert.

## Jährliche Märkte in Siegenburg
- Bürgerfest mit Deutscher Hopfenzupfermeisterschaft am Wochenende um den 15. August[27]
- Michaelimarkt am Wochenende um Michael[28]
- Christkindelmarkt am ersten Adventswochenende[29]

## Wirtschaft und Infrastruktur

### Verkehr
Im Jahr 1876 haben die Abenstal-Gemeinden an die Abgeordneten-Kammer geschrieben und um Errichtung einer Abenstal-Bahn von Freising über Mainburg nach Abensberg gebeten. Im Jahr 1899 war dann die Lokalbahn Abensberg-Siegenburg fertiggeplant. 1921 erfolgte ein erneuter Antrag von 17 Abenstal-Gemeinden. Die letzten Bemühungen erfolgten im Jahre 1950 vom 1. Bürgermeister Edgar Tregler und blieben erfolglos.

### Wirtschaft
Es gab 2014 nach der amtlichen Statistik im Bereich der Land- und Forstwirtschaft sieben, im produzierenden Gewerbe 526 und im Bereich Handel, Verkehr, Gastgewerbe 118 sozialversicherungspflichtig Beschäftigte am Arbeitsort. In sonstigen Wirtschaftsbereichen waren am Arbeitsort 207 Personen sozialversicherungspflichtig beschäftigt. Sozialversicherungspflichtig Beschäftigte am Wohnort gab es insgesamt 1476. Im verarbeitenden Gewerbe gab es drei, im Bauhauptgewerbe sieben Betriebe. Zudem bestanden im Jahr 2010 58 landwirtschaftliche Betriebe mit einer landwirtschaftlich genutzten Fläche von insgesamt 1366 ha, davon waren 1208 ha Ackerfläche und 156 ha Wiesen und Weiden. Außerdem wird in Siegenburg zurzeit immer noch nach alter Tradition das Siegenburger Bier gebraut. Siegenburg liegt in dem Hopfenanbaugebiet Hallertau und es wird auch noch von etlichen Landwirten Hopfen erzeugt. Von den so genannten Hopfensiegelbezirken in der Hallertau ist einer der Markt Siegenburg.

### Bildung
Es gibt folgende Einrichtungen (Stand: 2020):
- Kommunale Kinderkrippe „Sonnenstube“
- Volkshochschule in Kooperation mit Abensberg
- Katholischer Kindergarten St. Nikolaus
- Kommunaler Kindergarten SIGO's Hopfenburg
- Herzog-Albrecht-Schule (Grund- und Mittelschule)

## In Siegenburg geboren
- Ewald von Kleist (um 1615–1689), Pfleger von Rottenburg
- Anton Gogeisl (1701–1771), Jesuit, Astronom und China-Missionar
- Georg Stöttner, Unteraufschläger, seit 1845 Träger des Ludwigsordens (Ehrenmünze)
- Josef Kreitmaier (1874–1946), Jesuit, Kunsthistoriker und Kirchenkomponist
- Erhard Schlund (1888–1953), Ordensgeistlicher, Religionswissenschaftler und Philosoph
- Hubertus-Maria von Heigl (1897–1985), seit 1917 Ritter von Heigl, deutscher Offizier (General der Pioniere)
- Dorothea Volk (1921–2011), Schauspielerin
- Hep Monatzeder (* 1951), von 1996 bis 2014 dritter Bürgermeister der Stadt München, seit 2018 Mitglied des Bayerischen Landtages
- Silvana E. Schneider (* 1953), Autorin